# William Buckland
William Buckland (født 12. marts 1784 i Axminster (Devonshire), død 14. august 1856 i Clapham ved London) var en engelsk geolog, far til Francis Trevelyan Buckland. Autornavnet Buckland kan bruges for William Buckland sammen med et videnskabeligt artsnavn inden for botanikken. (Wikipedia-artikler der bruger autornavnet)
Buckland studerede teologi i Oxford og blev ordineret til præst; men han afbrød hurtig denne bane for at hellige sig geologien, der allerede tidlig havde vakt hans interesse. I 1813 blev han lærer i mineralogi og i 1818 tillige i geologi ved Oxfords Universitet. Han modtog Copleymedaljen i 1822 og Wollastonmedaljen i 1848. Bucklands hovedværk er Reliquiae diluvianae (1823; 2. udgave 1824), i hvilket han beskriver de talrige fund af dyre- og menneskerester fra hulerne og de diluviale aflejringer i Yorkshire. I andre afhandlinger søgte han at påvise en overensstemmelse mellem geologien og Biblens skabelsesberetning. Af stor betydning endnu den dag i dag er hans On the South-Western Coal-District of England (1825).